# Буира
Буира (араб. البويرة‎) — город на севере Алжира, административный центр одноимённого вилайета.

## Географическое положение
Город находится в северной части вилайи, юго-западнее историко-географического региона Кабилия, на высоте 557 метров над уровнем моря.

Буира расположена на расстоянии приблизительно 85 километров к востоку-юго-востоку (ESE) от столицы страны Алжира.

## Демография
По данным переписи, на 2008 год население составляло 88 801 человек.
Динамика численности населения города по годам:
| 1977   | 1987   | 1998   | 2008   | 2012    |
| ------ | ------ | ------ | ------ | ------- |
| 24 713 | 44 202 | 75 025 | 88 801 | 100 359 |

## Транспорт
Буира связана с другими городами железнодорожным и автомобильным транспортом. Ближайший аэропорт расположен в Алжире.

## Экономика
Основу экономики города составляет сельское хозяйство. Основными продуктами городского экспорта являются зерно и маслины.

## Города-побратимы
- Рубе, Франция (с 2003 года)[5]